# Freddy Vava
Freddy Vava (ur. 25 listopada 1982 w Vanuatu) – vanuacki piłkarz występujący na pozycji pomocnika w vanuackim klubie Tafea FC. 

## Kariera reprezentacyjna
W reprezentacji Vanuatu zadebiutował 8 czerwca 2001 wchodząc z ławki w przegranym meczu 2:7 z reprezentacją Wysp Salomona.